# Harun al-Aswad
Harun al-Aswad est un journaliste syrien né le 26 janvier 1987 à Damas. Après un emprisonnement d'une année, recherché par le régime syrien, il vit actuellement en exil.

## Biographie
En 2011, Harun al-Aswad rejoint les manifestations dans le quartier al-Midan de Damas lors du soulèvement révolutionnaire en Syrie, dans le cadre des Printemps arabes.
Le 24 juin 2012, après avoir regardé à la télévision les événements en Égypte, il rejoint une manifestation où il est arrêté puis emprisonné pendant un an dans la Branche Palestine des services de renseignement syriens. En prison, il est torturé, battu, humilié par les geôliers, privé de nourriture, d'eau, d'accès aux sanitaires. « Parfois, j'aurais aimé pouvoir mourir ; et je pense que si j'avais perdu espoir, je serais mort »,.
Il est libéré sous caution le 3 juillet 2013, mais toujours recherché par le régime, il s'installe dans une banlieue de Damas, alors aux mains de l'opposition.

### Exil
N'ayant pas le statut de réfugié, Harun al-Aswad n'est pas libre de se déplacer ni de travailler en Turquie et craint d'être renvoyé en Syrie, où il est toujours recherché par différents services de sécurité du régime. En 2019, il tente de quitter le pays vers la Grèce. Arrêté, frappé violemment par les gardes frontières, il est renvoyé en Turquie, où il vit ensuite caché.

## Carrière
Travailler comme journaliste étant dangereux en Syrie, son père lui déconseille ce métier, qui lui vaut de déménager sans cesse pour éviter une nouvelle arrestation, puis d'être déplacé dans le nord de la Syrie et enfin exilé en Turquie,.
Harun al-Aswad est spécialisé dans la couverture des conflits armés, des situations humanitaires et des développements militaires et politiques en Syrie. Il est régulièrement interviewé dans des médias locaux et internationaux pour commenter et analyser la situation locale. Ses articles sont publiés dans différents médias tels Middle East Eye, Almodon, The New Arab, Al Jazeera, An Nahar,,,,,,.